# 히로시마 FM 방송
히로시마 FM방송은 일본의 FM라디오 방송국으로 1982년 12월 5일 개국했으며 히로시마현에서 방송을 실시하고 있다.
JFN에 가맹했으며 약칭은 HFM, 애칭은 히로시마 FM(広島FM), 콜사인은 JOGU-FM이다.

## 주파수
- 히로시마 방송국:78.2MHz(출력:1kW)
- 오사키 중계국:76.4MHz(출력:10W)
- 오노미치 중계국:77.1MHz(출력:500W)
- 사이죠 중계국:77.8MHz(출력:100W)
- 가베 중계국:80.4MHz(출력:3W)
- 이쓰가이치 중계국:81.3MHz(출력:10W)
- 세라코야마 중계국:81.4MHz(출력:10W)
- 구레 중계국:81.7MHz(출력:10W)
- 후쿠야마 중계국:82.1MHz(출력:30W)
- 사토 중계국:82.3MHz(출력:30W)
- 미요시 중계국:83.5MHz(출력:100W)
- 후추 중계국:85.5MHz(출력:10W)
- 지요다 중계국:86.3MHz(출력:100W)

## 보충서술
- 후쿠야마시에 지사가 있었지만 경영합리화 등 여러 가지 이유로 2006년 말 폐지되었다.
- 일본에서 7번째로 FM면허를 교부받았지만 산이 많은 히로시마현의 사정상 중계국을 설치하느라 9번째 민영 FM 방송국으로 개국하게 되었고 그 때문인지 일본의 FM방송국 중에서 가장 많은 중계국을 보유하고 있다.

## 히로시마현에 있는 다른 텔레비전·라디오 방송국
- NHK 히로시마 방송국
- 주고쿠 방송(RCC)(TV는 도쿄 방송 계열국, 라디오는 JRN&NRN계열국)
- 히로시마 TV 방송(HTV)(니혼 TV 계열)
- TV 신히로시마(tss)(후지 TV 계열)
- 히로시마 홈TV(HOME)(TV 아사히 계열)